# Bayerska tronföljdskriget
Bayerska tronföljdskriget kallas det krig som 1778-1779 fördes mellan Österrike å ena sidan och Preussen och Sachsen å andra sidan om tronföljden i Bayern. 
När huset Wittelsbachs bayerska linje dog ut med kurfursten Maximilian Josef 1777 och  Bayern tillföll kurfursten Karl Teodor av Pfalz förmåddes denne av kejsar Josef II att avträda hela Nedre Bayern till Österrike i utbyte mot några personliga fördelar. Då Preussen fruktade att detta skulle medföra ökad makt för Österrike i södra Tyskland, fick kungen av Preussen, Fredrik II, såväl som Karl Teodors arvinge, hertig Karl av Zweibrücken och kurfursten Fredrik August av Sachsen, som även var Maximilian Josefs dotterson, att opponera sig mot detta. Då underhandlingarna strandade ryckte kung Fredrik II i juli 1778 in i Böhmen, understödd av sachsiska trupper. 
Kriget, som mest kom att handla om härarnas proviantering – det kallades av soldaterna hånfullt för "potatiskriget" – fördes utan större eftertryck på någondera sidan och avslutades genom freden i Teschen den 13 maj 1779. Under Rysslands och Frankrikes medling bestämdes det att Österrike skulle få det lilla men fruktbara området Innviertel, beläget mellan floderna Donau, Inn och Salza, men avstå från sina övriga anspråk. Fredrik fick sina anspråk på Ansbach och Bayreuth erkända och Sachsen en penningsumma. Freden garanterades av Frankrike och Ryssland.